# Feliz Natal (Mato Grosso)
Feliz Natal é um município brasileiro do estado de Mato Grosso. Localiza-se a uma latitude 12º23'10" sul e a uma longitude 54º55'11" oeste, estando a uma altitude de 370 metros. Sua população estimada em 2017 pelo Instituto Brasileiro de Geografia e Estatística (IBGE) era de 13 451 habitantes. A emancipação do município ocorreu em 1995, tendo sua área territorial (11.448,049 km²) inteiramente desmembrada do município de Vera.

## Etimologia
O nome Feliz Natal teria surgido após um grupo de funcionários de uma fazenda da região ter ficado ilhado após o transbordamento de um rio. Às vésperas do Natal, o grupo não tinha condições de voltar para casa, em virtude das estradas em péssimas condições, porém não passaram a data comemorativa em branco e escreveram "Feliz Natal" em uma árvore do local. Quando questionados sobre o local onde haviam ficado, respondiam: lá onde tem uma árvore escrito "Feliz Natal". O nome acabou marcando o local, que ficou com a mesma denominação depois de formada a comunidade, que mais tarde veio a se transformar no município.

## Organização politico-administrativa
O Município de Feliz Natal possui uma estrutura politico-administrativa composta pelo Poder Executivo, chefiado por um prefeito eleito por sufrágio universal, auxiliado diretamente por secretários municipais nomeados por ele, e pelo Poder Legislativo, institucionalizado pela Câmara Municipal de Feliz Natal, órgão colegiado de representação dos munícipes que é composto por vereadores também eleitos por sufrágio universal.

### Atuais autoridades municipais de Feliz Natal
- Prefeito: José Antonio Dubiella "Toni Dubiella" - MDB (2021/-)[9]
- Vice-prefeito: Antonio Alves da Costa "Tota" - PDT (2021/-)[9]
- Presidente da Câmara: Odenílio Moreira "Cabo Odenílio" - MDB (2021/-)[10]